# Bermudas en los Juegos Olímpicos de Londres 1948
Las Bermudas estuvieron representadas en los Juegos Olímpicos de Londres 1948 por un total de 12 deportistas, 10 hombres y 2 mujeres, que compitieron en 3 deportes.
El equipo olímpico bermudeño no obtuvo ninguna medalla en estos Juegos.